# Chaetomitrium spuriosubtile
Chaetomitrium spuriosubtile là một loài Rêu trong họ Hookeriaceae. Loài này được (Broth.) P. Câmara mô tả khoa học đầu tiên năm 2010.